# Зонненштайн (Тюрингія)
Зонненштайн (нім. Sonnenstein) — громада в Німеччині, розташована в землі Тюрингія. Входить до складу району Айхсфельд.
Площа — 94,51 км2. Населення становить 4400 ос. (станом на 31 грудня 2021).